# Ильин, Виктор Васильевич (автогонщик)
Виктор Васильевич Ильин (1922, Москва — неизвестно) — советский автогонщик. Трёхкратный чемпион СССР по ралли. Мастер спорта СССР международного класса.

## Биография
Участник Великой Отечественной войны, кавалер ордена Красной Звезды и других государственных наград.
Сын механика, работавшего на базе Министерства обороны. Первый раз за руль машины сел в 10 лет, с 18 лет начал работать в Военной академии механизации и моторизации.
В начале Великой Отечественной войны окончил 1-е Харьковское танковое училище, на фронте — с начала 1942 года. После тяжёлого ранения, полученного в ходе обороны Киева, один из осколков на всю жизнь остался в лёгком. Вернулся на фронт в должности командира танкового взвода. Получил второе серьезное ранение служил помощником военного коменданта в Берлине, где получил ещё одно ранение.
Работал в Москве у отца на базе шофером, обкатывал новые машины. С 1950 года — водитель в военной поликлинике, стал студентом Автомобильно-дорожного института. Позже стал готовить автомобили для соревнований. В 1964 году в возрасте 42 лет стал чемпионом СССР по ралли («Волга»-ГАЗ-21). Чемпион СССР в 1966 и 1967 годах («Москвич»). Затем на «Жигулях» выступал с неизменным напарником Юрием Козловым.
Вместе с Козловым участвовал в марафоне «Тур Европы» в 1973 году, после которого получил звание мастера спорта международного класса.